# Ajiona Alexus
Ajiona Alexus (Tuskegee, Alabama, 16 de marzo de 1996) es una actriz y cantante estadounidense, es más conocida por interpretar a Sheri en 13 Reasons Why.

## Primeros años
Alexus estudió actuación en la Escuela de Bellas Artes de Alabama. Ella dijo: «Siempre estaba trabajando más que en la escuela, así que siempre estaba tan lista para salir de la escuela para poder concentrarme más en mi carrera».

## Carrera

### Cine
En 2017, Alexus hizo su debut cinematográfico en la película de drama Something Like Summer basada en la novela de Jay Belln interpretando a Allison Cross. Al año siguiente, Alexus participó en la película de terror Family Blood como Meegan, tuvo un lanzamiento limitado el 16 de marzo de 2018 y más tarde se estrenó en Netflix el 4 de mayo de 2018. Luego, actuó en la película de suspenso psicológico dirigida por Tyler Perry Acrimony como una versión más joven del personaje de Taraji P. Henson, Melinda Gayle. La película sigue a una esposa leal que decide vengarse de su exmarido, y se estrenó el 30 de marzo de 2018, y recibió críticas negativas de los críticos y recaudó $46 millones en todo el mundo. El 10 de julio de 2017, Alexus se había unido al elenco de la película de suspenso Breaking In como Jasmine Russell. La película se estrenó en mayo de 2018, recaudó $51 millones y recibió críticas mixtas.

## Filmografía

### Cine
| Año  | Título                | Rol                 | Director           | Notas |
| ---- | --------------------- | ------------------- | ------------------ | ----- |
| 2014 | Unspoken Words        | Tyra                | Henderson Maddox   |       |
| 2015 | Sons 2 the Grave      | Shawna Wilson       | Mykelti Williamson |       |
| 2015 | My First Love         | Noelle              | Mark Harris        |       |
| 2016 | Bad Girl              | Ruth Quinn Robinson | Greg Galloway      |       |
| 2017 | Something Like Summer | Alison Cross        | David Berry        |       |
| 2018 | Family Blood          | Meegan              | Sonny Mallhi       |       |
| 2018 | Acrimony              | Melinda (joven)     | Tyler Perry        |       |
| 2018 | Breaking In           | Jasmine Russell     | James McTeigue     |       |
| TBA  | Mission Street        | Nia                 | Taj Stansberry     |       |

### Televisión
| Año     | Título                 | Rol                   | Notas                                                                                       |
| ------- | ---------------------- | --------------------- | ------------------------------------------------------------------------------------------- |
| 2012-14 | The Rickey Smiley Show | De’Anna               | 24 episodios                                                                                |
| 2015    | Grey's Anatomy         | Marissa McKay         | Episodio: «Crazy Love»                                                                      |
| 2015    | Code Black             | Keesha Platt          | Episodio: «Sometimes It's a Zebra»                                                          |
| 2016-19 | Empire                 | Loretha (adolescente) | 11 episodios                                                                                |
| 2017-18 | 13 Reasons Why         | Sheri Holland         | 18 episodios                                                                                |
| 2018-19 | Light as a Feather     | Candace Preston       | Elenco principal; 8 episodios (temp. 1) Invitada; Episodio: «...White as a Ghost» (temp. 2) |
| 2018    | Runaways               | Livvie                | 6 episodios                                                                                 |